# Lancaster-ház
A Lancaster-ház a Plantagenet-ház egyik oldalága volt Angliában. Anglia trónján három lancaster-házi uralkodó ült: IV. Henrik, V. Henrik és VI. Henrik. A dinasztia uralma a rózsák háborúja néven elhíresült polgárháború idején szűnt meg, amikor vereséget szenvedtek a York-háztól.

## Eredete
A család III. Eduárd angol király fiától, Genti Jánostól származott. Genti János apja halála után nem jutott nagy örökséghez, ezért feleségül vette Blanche of Lancastert, akinek révén megszerezte Leicester és Lancaster grófi címét, így ő lett a király után a leggazdagabb ember. 1362-ben unokaöccse, II. Richárd az ő kívánságára létrehozta a Lancaster Hercegséget, amelynek ő lett a hercege. Genti János hátralevő életében végig nagy politikai befolyással bírt, 1399-ben, halála után azonban hercegségét elkobozták.
Ebben az évben azonban Genti János száműzött fia, IV. Henrik hazatért és serege élén meghódoltatta Angliát, II. Richárdot pedig elfogta és lemondatta a trónról, majd magát kiáltotta ki királynak. IV. Henriket fia, V. Henrik követte az angol trónon, 1413-ban.

## Igény a francia trónra

A Lancaster-ház jelképe.

V. Henrik felújította III. Eduárd király követelését a francia trónra, ezzel újra fellángolt a százéves háború. Henrik serege számos csatában győzött, ezek közül a legnagyobb győzelmet az azincourt-i csatában aratta és szövetkezett Burgundia uralkodójával. 1420-ban a burgund herceg közreműködésével Henrik békét kötött VI. Károly francia királlyal, melynek értelmében Henrik feleségül vette Károly lányát, Katalint és elfogadta a „Franciaország kormányzója” címet, valamint megegyeztek, hogy Károly halála után Henrik veszi fel a francia királyi címet. Ez a szerződés azonban kizárta örökségéből VI. Károly fiát, a későbbi VII. Károlyt.
VI. Károly halála után azonban a szerződést csak Franciaországnak az angolok és szövetségeseik által ellenőrzött területén sikerült betartatni, a Loire-tól délre eső területeken Károlyt ismerték el VII. Károly néven francia királynak. Újra kiújult a háború, ezúttal azonban Károly oldalán volt a szerencse, aki Jeanne d’Arc segítségével hamar elfoglalta az angolok által ellenőrzött országrészeket és 1429-ben Reimsben hivatalosan is királlyá koronáztatta magát. V. Henrik még 1422-ben meghalt, fiát VI. Henriket pedig 1431-ben Párizsban francia királlyá koronázták, de ez már nem tudta megállítani a franciaországi angol uralom hanyatlását: 1453-ra Calais kivételével az angolok teljesen kiszorultak Franciaország területéről.

## A rózsák háborúja
VI. Henrik gyenge kezű uralkodó volt, emellett még elmebetegségben is szenvedett. 1461-ben a York-családból származó IV. Eduárd elfogta és saját magát kiáltotta ki királynak. 1470-ben azonban Henrik kiszabadult és helyreállította uralmát, de 1471-ben Westminster-i Edward, Henrik egyetlen fia elesett a tewkesburyi csatában, majd nemsokára Henrik újra Eduárd fogságába került, ahol meghalt. Vele kihalt a Lancaster-ház is.

## Családfa
| A Plantagenêt-, Lancaster- és York-ház férfi tagjainak családfája |
| --- |
| A Plantagenêt-, Lancaster- és York-ház férfi tagjai, férfi leszármazási vonala, legális, nem-morganatikus tagjai, akik nemesi címet viseltek. Jelmagyarázat: Anglia uralkodója: fett további személy csak a családfa érthetősége érdekében feltüntetett, nem a ház tagja ♥ a családfán két távoli személy házas kapcsolata ∞ a házasság, ∞¹ ∞² ∞³ az index jelzi, hanyadik házasság ¹ ² ³ hanyadik házasságból származik az adott személy Plantagenêt családfa - II. Henrik angol király, 1133–1189 A Plantagenêt-ház alapítója. - Henrik angol királyi herceg, 1155–1183 - I. Richárd angol király, 1157–1199 - II. Gottfried Bretagne hercege, 1158–1186 - I. Arthur, Bretagne hercege, 1187–1203 - János angol király, 1167–1216 - III. Henrik angol király, 1207–1272 - I. Eduárd angol király, 1239–1307 - II. Eduárd angol király, 1284–1327 - III. Eduárd angol király, 1312–1377 - Eduárd walesi herceg, 1330–1376 - II. Richárd angol király, 1367–1400 - Lionel of Antwerp, Duke of Clarence, 1338–1368 - Genti János Lancaster 1. hercege, 1340–1399 Az második Lancaster-ház alapítója. ∞¹ Blanche of Lancaster (1342–1368) ♥ - IV. Henrik angol király, 1366–1413 - V. Henrik angol király, 1386–1422 - VI. Henrik angol király, 1421–1471 - Lancasteri Eduárd walesi herceg, 1453–1471 - Thomas of Lancaster, Clarence 1. hercege, 1387–1421 - John, Bedford 1. hercege, 1389–1435 - Humphrey of Lancaster, Gloucester 1. hercege, 1390–1447 - John Beaufort (~1373–1410), Somerset 1. grófja - John Beaufort (1404–1444), Somerset 1. hercege - Margit Beaufort ∞ Edmund Tudor (~1430–1456), Richmond 1. grófja - VII. Henrik angol király (1457–1509) A Tudor-ház alapítója. - Edmund of Langley York 1. hercege, 1341–1402 A York-ház alapítója. - Edward of Norwich, York 2. hercege, 1373–1415 - Richard of Conisburgh, Cambridge 3. grófja, 1375–1415 - Richard Plantagenet York 3. hercege, 1411–1460 - IV. Eduárd angol király, 1442–1483 - V. Eduárd angol király, 1470–? - Richard of Shrewsbury York 1. hercege, 1473–? - Edmund, Rutland grófja, 1443–1460 - George Plantagenet Clarence 1. hercege, 1449–1478 - Edward Plantagenet, Warwick 17. grófja, 1475–1499, , az utolsó törvényes férfi-ági Plantagenet - III. Richárd angol király, 1452–1485 - Thomas of Woodstock, Gloucester 1. hercege, 1355–1397 - Humphrey, Buckingham 2. grófja, 1381–1399 - John of Eltham Cornwall grófja, 1316–1336 - Thomas of Brotherton Norfolk 1. grófja, 1300–1338 - Edward of Norfolk, 1313-1334 - Edmund of Woodstock, Kent 1. grófja, 1301–1330 - Edmund, Kent 2. grófja, 1326-1331 - John, Kent 3. grófja, 1330–1352 - Edmund Crouchback, Lancaster 1. grófja, 1245–1296 Az első Lancaster-ház alapítója. - Thomas Plantagenet, Lancaster 2. grófja, 1278–1322 - Henry Plantagenet, Lancaster 3. grófja, 1281–1345 - Henry of Grosmont Lancaster 1. hercege, 1310–1361 - Blanche of Lancaster (1342–1368) ∞ Genti János ♥ - John of Beaufort, Lord of Beaufort, 1286–1317 - Richárd Cornwall 1. grófja, 1209–1272 - Henry of Almain, 1235–1271 - Edmund, Cornwall 2. grófja, 1249–1300 |

## Fordítás
Ez a szócikk részben vagy egészben  a   House of Lancaster című angol Wikipédia-szócikk fordításán alapul.  Az eredeti cikk szerkesztőit annak laptörténete sorolja fel. Ez a jelzés csupán a megfogalmazás eredetét és a szerzői jogokat jelzi, nem szolgál a cikkben szereplő információk forrásmegjelöléseként.